# Вавелски кралски замък
Вавелският кралски замък е кралска резиденция, намираща се на хълма Вавел в центъра на Краков, Полша.
Построен по заповед на крал Кажимеж III Велики, той се състои от редица структури в полско-италиански ренесансов стил около главния вътрешен двор. Замъкът, който е сред най-големите в Полша, представя множество архитектурни стилове на средновековни, ренесансови и барокови периоди.
Хълмът Вавел, с Вавелския замък и Вавелската катедрала, представлява най-значимия културно-исторически обект в страната. Той е част от историческия център на Краков, който е обявен за обект на Световното културно наследство на ЮНЕСКО през 1978 г.
Векове наред резиденция на полските крале и символ на полската държавност, сега замъкът е сред най-добрите художествени музеи в страната. Основан през 1930 г., музеят има понастоящем 10 отделения за колекциите от картини (включително важна колекция от италиански ренесансови картини), отпечатъци, скулптури, текстил, както и колекция гоблени на крал Зигмунт II Август, златарски издели, керамика, порцелан, брони, мебели.
- Вевелският дворцов комплекс
- Ксилография на Вевелския замък от 1617 г.
- Замъкът, погледнат от моста Девницка
- Кулата на Сигизмунд III Васа (1595 г.) и защитни стени
- Изглед към Вавелския замък през нощта
- Вход към вътрешния двор
- Криптата на Свети Леонард под Вевелския замък
- Камера, водеща към Сенаторската зала
- Вътрешният ренесансов двор от XVI век
- Вевелският кралски дворцов комплекс
- Катедралният музей
- Къща на свещенника към катедралата
- Вевелският кралски замък
- Кралските градини
- Гледка от градините на Археологическия музей
- Ротондата „Свети Феликс и Адаукт“ от X – XI век
- Реплики на полските кралски инсигнии
- Саркофагът и гробът на Анна Ягелонина в параклиса.
- Параклисът на Сигизмунд: Гробница на основателя на параклиса Зигмунт I Стари и на сина му Зигмунт II Август.
- Монументален клетъчен плафон в Стаята на птиците и камината на Сигизмунд III, проектиран от Джовани Тревано.
- Легендарният Вевелски дракон
- Вавелският комплекс, с Вевелската катедрала вляво и замъка вдясно. През вековете различни архитектурни стилове са се развивали един до друг.